# Американски трипръст кълвач
Американският трипръст кълвач (Picoides dorsalis) е вид птица от семейство Кълвачови (Picidae).

## Разпространение
Видът е разпространен в Северна Америка.

## Описание
Този кълвач достига на дължина до 21 см, при размах на крилете от около 38 см и средно тегло 55 грама. Максималната му продължителност на живота в дивата природа е около 6 години. Възрастните са оцветени в черно по главата, крилата и гърба, и в бяло от гърлото до корема. Гърбът е бял на черни решетки, а опашката е черна. Възрастният мъжки има жълто оцветяване на темето.